# Afroboganium transvaalense
Afroboganium transvaalense is een keversoort uit de familie Boganiidae. De wetenschappelijke naam van de soort is voor het eerst geldig gepubliceerd in 1986 door Endrody Younga in Endrody-Younga & Crowson.